# Club Tropicana
Club Tropicana è un singolo del gruppo musicale britannico Wham!, pubblicato nel 1983 come quarto e ultimo estratto dall'album Fantastic.

## Descrizione
La title track del singolo è stata scritta da George Michael e Andrew Ridgeley.

## Video musicale
Il video musicale, diretto da Duncan Gibbins, è stato girato al Pyke's Club di Ibiza. Le scene vedono i due protagonisti del video (interpretati da George Michael e Andrew Ridgeley) cantare e ballare in piscina, tentando di attirare l'attenzione di due turiste (interpretate da Dee C. Lee e Shirlie Holliman, all'epoca coriste del gruppo). L'epilogo del video vede le due turiste, in realtà hostess, pronte per imbarcarsi su un volo in cui i piloti sono proprio George Michael e Andrew Ridgeley.

## Tracce
7" Innervision, A 3613, Regno Unito
1. Club Tropicana – 4:14
2. Blue (Armed With Love) – 3:50

12" Innervision, TA 3613, Regno Unito
1. Club Tropicana – 4:14
2. Blue (Armed With Love) – 3:50
3. Club Tropicana (Instrumental) – 3:32

## Classifiche
| Classifica (1983) | Posizione massima |
| ----------------- | ----------------- |
| Australia         | 60                |
| Belgio (Fiandre)  | 23                |
| Finlandia         | 24                |
| Germania          | 13                |
| Irlanda           | 4                 |
| Norvegia          | 10                |
| Nuova Zelanda     | 25                |
| Paesi Bassi       | 14                |
| Regno Unito       | 4                 |
| Sudafrica         | 9                 |